# Heimatmuseum Stein (Mittelfranken)
Das Heimatmuseum Stein ist ein Museum in der mittelfränkischen Stadt Stein im Landkreis Fürth.
Das Museum wurde 2008 in einem denkmalgeschützten ehemaligen Gasthaus aus dem Jahr 1635 eröffnet und präsentiert seither auf rund 120 m² Ausstellungsfläche die Geschichte der Stadt und ihrer Bürger, Handwerkerschaft sowie das Stadt- und Vereinsleben. Im Museum finden wechselnde Sonderausstellungen statt, von November 2015 bis April 2016 präsentiert das Haus eine Ausstellung mit historischem Spielzeug.